# 제드 스펜스
디옵 테후티 제드호텝 스펜스(영어: Diop Tehuti Djed-Hotep Spence, 2000년 8월 9일 ~ )는 프리미어리그 클럽 토트넘 홋스퍼에서 풀백으로 뛰고 있는 잉글랜드의 프로 축구 선수이다. 주로 라이트백으로 활약하는 그는 레프트백으로도 배치되었다.

## 어린 시절
스펜스는 여배우 칼라사이먼 스펜스의 남동생이다. 그는 자메이카 출신 아버지와 케냐 출신 어머니 사이에서 잉글랜드에서 태어났다.

## 구단 경력

### 토트넘 홋스퍼
2022년 7월 19일, 토트넘 홋스퍼는 스펜스와 5년 계약, 2천만 파운드의 이적료로 계약을 체결했다고 발표했다. 그는 8월 29일, 프리미어리그의 전 클럽 노팅엄 포리스트와의 경기에서 후반 교체 선수로 출전하며 토트넘 데뷔 전을 치렀다.

## 수상
토트넘 홋스퍼
- UEFA 유로파리그: 2024–25[10]